# Ægte kryddernellike
|  | Denne artikel omhandler træet ægte kryddernellike, også kaldet nelliketræ. For krydderiet se Kryddernellike |
Ægte kryddernellike (Syzygium aromaticum), også kaldet nelliketræ, er et lille, 8-12 m højt, stedsegrønt træ i Kryddernellike-slægten med store blade og klynger af karmosinsrøde blomster. Træet er hjemmehørende på øgruppen Molukkerne, i Indonesien, men er nu udbredt plantet i troperne.
Kromosomtallet er 2n = 22.
Blomsterknopperne er til at begynde med bleggrønne, men skifter farve over grøn til røde når de er klar til høst, og høstes når de er 1,5-2 cm lange og bruges som krydderiet "nelliker". Udsprunget har blomsten 4 udspredte kronblade og 4 kronblade samlet i en lille kugle.

## Historie
Indtil moderne tid voksede kryddernelliker kun på et par øer i øgruppen Molukkerne (historisk kaldet "krydderi-øerne"), inklusive Bacan, Makian, Moti, Ternate og Tidore. Eksperter mener at det ældste nelliketræ i verden, kaldet Afo, vokser på Ternate. Træet er mellem 350 og 400 år gammelt.
Indtil nelliker blev dyrket uden for Molukkerne, blev de handlet som olie med en håndhævet eksportgrænse. Da det hollandske østindiske selskab konsoliderede sin kontrol med krydderihandelen i det 17. århundrede, forsøgte de at få et monopol på nelliker, ligesom de havde på muskatnød. Men i modsætning til muskatnød, der kun voksede på Bandas, voksede kryddernelliker over hele Molukkerne, og handlen med nelliker var uden for selskabets begrænsede kontrol.